# Kelet-Makedónia és Thrákia
2011. január. 1. előtt Kelet-Makedónia és Thrákia (görögül Ανατολική Μακεδονία και Θράκη) egyike volt Görögország 13 közigazgatási régiójának, az ország északkeleti sarkában, az Égei-tenger északi partjain.
Területe 14 157 km² (akkora, mint a Dél-Dunántúl). Népessége 562 201 (2021-es adat). Közigazgatási székhelye Komotini.

## Prefektúrái
Kelet-Makedónia és Thrákia prefektúrái: 
- Dráma
- Evru
- Kavála
- Rodópi
- Xánthi

## Lásd még
- Makedónia
- Trákia

## Külső hivatkozások
- Honlapja